# Chloroamina
Chloroamina, NH
2Cl – nieorganiczny związek chemiczny, monochlorowa pochodna amoniaku.

## Otrzymywanie
Można ją otrzymać w reakcji amoniaku i podchlorynu sodu:
NH
3 + NaClO → NH
2Cl + NaOH
lub amoniaku z chlorem (reakcja ta ma wydajność >80%):
2NH
3 + Cl
2 → NH
2Cl + NH
4Cl

## Właściowości
Jest nietrwała i nie została uzyskana w stanie czystym, stąd jej temperatura wrzenia jest nieznana, a temperatura topnienia jest szacunkowa, gdyż ulega wybuchowemu rozkładowi przed jej osiągnięciem.
W roztworze wodnym znajduje się w stanie równowagi z niezwykle nietrwałą dichloroaminą NHCl
2 i trichlorkiem azotu NCl
3, mającym tendencję do wybuchania w stanie czystym:
2NH
2Cl  ⇄  NHCl
2 + NH
3
3NHCl
2  ⇄  2NCl
3 + NH
3
W pH>8 dominującym związkiem jest chloramina NH
2Cl, a w pH<3 trichlorek azotu NCl
3.

## Zastosowanie
Chloramina jest popularnym środkiem odkażającym, stosowanym w roztworach wodnych, o lepszym działaniu od roztworów samego chloru, gdyż jest od niego trwalsza w roztworach, a ze związkami organicznymi nie tworzy szkodliwych dla zdrowia halometanów (jak np. czterochlorek węgla).
Stosowana jest podczas klęsk żywiołowych (np. powodzie) i innych niebezpiecznych zdarzeń (skażenie biologiczne terenu) jako doraźny środek do odkażania wody pitnej, sprzętów, domostw i ich otoczenia, jako środek odkażający w akwarystyce, w postaci pastylek uwalniających chloroaminę używana do uzdatniana zastanej wody do celów pitnych itp.